# Edgar Quinet (métro de Paris)
Pour l'historien, voir Edgar Quinet.
Edgar Quinet est une station de la ligne 6 du métro de Paris, située dans le 14e arrondissement de Paris.

## Situation
La station est établie sous le boulevard Edgar-Quinet, à l'est de l'intersection avec les rues de la Gaîté, d'Odessa, du Montparnasse et Delambre. Approximativement orientée selon un axe est-ouest, elle s'intercale entre les stations Montparnasse - Bienvenue et Raspail.

## Histoire
La station est ouverte le 24 avril 1906 avec la mise en service du prolongement de la ligne 2 Sud depuis Passy jusqu'à Place d'Italie.
Elle doit sa dénomination à son implantation sous le boulevard Edgar-Quinet, lequel rend hommage à l’historien et homme politique Edgar Quinet (1803-1875).
Le 17 octobre 1907, la ligne 2 Sud est absorbée par la ligne 5, laquelle effectue alors le trajet Étoile (aujourd'hui Charles de Gaulle - Étoile) - Lancry (actuelle Jacques Bonsergent).
Du 17 mai au 6 décembre 1931, le tronçon entre Place d'Italie et Étoile de la ligne 5 est intégré temporairement à la ligne 6, qui relie alors Étoile à Nation afin d'assurer la desserte de l'exposition coloniale qui se tient cette année-là au bois de Vincennes. Cette section, rendue ensuite à la ligne 5 qui avait alors Gare du Nord pour terminus, est définitivement cédée à la ligne 6 le 6 octobre 1942, afin de permettre le prolongement de la ligne 5 au nord-est jusqu'à Église de Pantin le 12 octobre suivant, sans rallonger excessivement son temps de parcours.
Dans le cadre du programme « Renouveau du métro », les couloirs de la station et l'éclairage des quais ont été rénovés dans le courant des années 2000.

### Fréquentation
Selon les estimations de la RATP, la station a vu entrer 2 142 333 voyageurs en 2019, ce qui la place à la 235e position des stations de métro pour sa fréquentation sur 302,. En 2020, avec la crise du Covid-19, son trafic annuel tombe à 1 011 168 voyageurs, la reléguant au 240e rang. avant de remonter progressivement en 2021 avec 1 349 178 entrants comptabilisés, ce qui la rétrograde toutefois à la 247e position des stations du réseau pour sa fréquentation sur 304 cette année-là,.

## Services aux voyageurs

### Accès
La station dispose d'un unique accès intitulé « Boulevard Edgar-Quinet », débouchant sur le terre-plein central de ce boulevard au droit du no 11, face au carrefour avec les rues du Montparnasse et de la Gaîté. Constitué d'un escalier fixe, il est orné d'une balustrade et d'un candélabre de style Dervaux.

### Quais

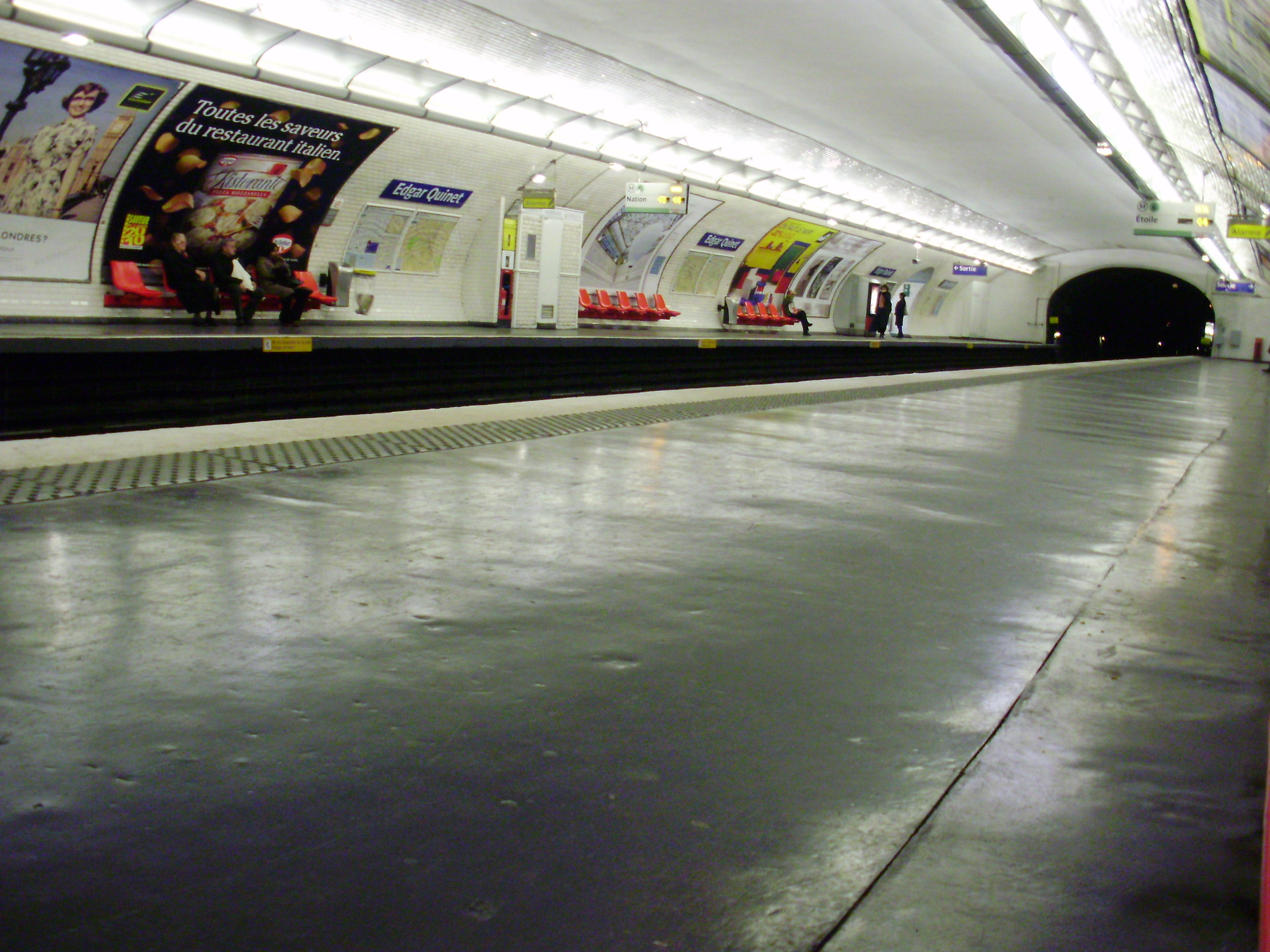
Quais de la station.
Vue en direction de Charles de Gaulle - Étoile.

Edgar Quinet est une station de configuration standard : elle possède deux quais séparés par les voies du métro et la voûte est elliptique. La décoration est du style utilisé pour la majorité des stations du métro : les bandeaux lumineux sont blancs et arrondis dans le style « Gaudin » du renouveau du métro des années 2000, et les carreaux en céramique blancs biseautés recouvrent les piédroits et les tympans, tandis que la voûte est peinte en blanc. Les cadres publicitaires sont métalliques et le nom de la station est inscrit en police de caractères Parisine sur plaques émaillées. Les sièges sont de style « Motte » de couleur rouge.

### Intermodalité
La station ne dispose pas de correspondance avec le réseau de bus RATP.

## À proximité
- Quartier du Montparnasse
- Cimetière du Montparnasse
- Rue de la Gaîté et ses multiples théâtres
  - Théâtre Rive Gauche
  - La Comédie italienne
  - Bobino
  - Théâtre Montparnasse
  - Théâtre de la Gaîté-Montparnasse
- Square Gaston-Baty